# 荒木昭太郎
荒木 昭太郎（あらき しょうたろう、1930年 - ）は、日本のフランス文学者。東京大学名誉教授。20世紀日本におけるモンテーニュ研究の第一人者。クラシック音楽にも造詣が深くフレデリック・ショパンに関する著訳書がある。

## 来歴
横浜市に生まれる。1948年第一高等学校に入学、1953年東京大学文学部フランス文学科で渡辺一夫に師事、卒業後は1958年まで同大学院人文科学研究科仏語仏文学専門課程に在学。
1958年より東京藝術大学音楽学部で非常勤講師(1994年まで)。1960年から1962年までフランス政府留学生としてパリ大学に、1972年から1974年まで文部省在外研究員としてパリに滞在。1963年から1991年まで東京大学教養学部助教授を経て教授。退任後は2001年まで東洋英和女学院大学教授。フランス語辞書（仏和辞典）、教科書編纂も行い、大修館書店で刊行している。

## 主な著訳書

### モンテーニュ関連
- 『モンテーニュ　エセー』 中央公論新社〈中公クラシックス〉（全3巻）、2002-2003年／グーテンベルク21（電子書籍）、2024年
編訳版で副題は「I 人間とはなにか」、「II 思考と表現」、「III 社会と世界」
  - 元版『世界の名著19 モンテーニュ』責任編集、中央公論社。新装版・中公バックス「世界の名著24」
- 『世界文学全集5 モンテーニュ』 講談社、1982年。編訳版
- 『人類の知的遺産29 モンテーニュ』 講談社、1985年。評伝と訳・紹介の章
- 『モンテーニュ遠近』 大修館書店、1987年
- 『モンテーニュ 初代エッセイストの問いかけ』 中公新書、2000年
- 『モンテーニュとの対話』 春秋社、2007年
- マイケル・スクリーチ 『モンテーニュとメランコリー 「エセー」の英知』 みすず書房、1996年

著者（Michael Screech, 1926 - 2018）はタイモン・スクリーチの父（青年期には英・占領軍人での駐日経験がある）
- ロベール・オーロット 『モンテーニュとエセー』 白水社〈文庫クセジュ〉、1992年。新書版

### その他
- 『ショパン 瑠璃色のまなざし』 春秋社、2004年
- カミーユ・ブールニケル 『ショパン』 白水社、1969年／「シリーズ大作曲家」音楽之友社、1994年
- V.=L.ソーニエ 『十六世紀フランス文学』 白水社〈文庫クセジュ〉 1958年、改版1990年、二宮敬・山崎庸一郎共訳